# What Hurts the Most
What Hurts The Most è una canzone scritta dai cantautori americani Jeffrey Steele e Steve Robson, inizialmente registrata dal cantante country Mark Wills per il suo quinto album And the Crowd Goes Wild.
Della canzone, nel corso degli anni, sono state registrate uno svariato numero di cover anche da parte di artisti importanti.

## Versione diJo O'Meara
La cantante britannica Jo O'Meara, nel 2005, registrò una reinterpretazione della canzone che pubblicò poi come singolo di debutto da solista dopo lo scioglimento dal gruppo S Club 7. Jo O'Meara fu la prima artista a pubblicare la canzone come singolo. Il pezzo raggiunse la posizione 13 nella classifica britannica e la numero 26 nella classifica irlandese, ottenendo un successo discreto, ma deludendo comunque le aspettative della Sanctuary Records.

## Tracce

### CD1
- What Hurts The Most
- The First Time

### CD2
- What Hurts The Most
- Never Meant To Break Your Heart
- Let's Love (Metro Mix)
- What Hurts The Most (Video)

## Classifiche
| Classifica             | Posizione |
| ---------------------- | --------- |
| Official Singles Chart | 13        |
| Irish Singles Chart    | 26        |

## Versione deiRascal Flatts
Nel 2006, il trio Pop/Country americano Rascal Flatts pubblicò la canzone come primo singolo dal loro quarto album Me and My Gang.
Il singolo si rivelò un successo e riuscì a raggiungere la #1 nella classifica Hot Country Songs della rivista Billboard. I Rascal Flatts si esibirono cantando la canzone all'Academy of Country Music insieme a Kelly Clarkson.
I Rascal Flatts ottennero anche due nomine al Quarantanovesimo Grammy Awards nelle categorie Best Country Performance by a Duo or Group with Vocals e Best Country Song. Il video musicale della canzone vede una ragazza furiosa col padre, accusandolo di essere la ragione per cui il suo fidanzato se ne fosse andato, evento al quale è seguitata la sua morte in un incidente. Nel corso del video vi sono diversi flashback della coppia e in uno di essi la ragazza gli domanda cosa lui veda quando pensa al futuro ed egli le risponde "Vedo te", mentre lei non risponde alla domanda quando è lui a porgliela. Al termine del video la giovane, che è incinta del suo defunto fidanzato, va sul ciglio della strada dove questi ha avuto l'incidente in cui ha perso la vita e, davanti ad una croce di legno, finalmente gli risponde "Vedevo te".

## Classifiche
| Classifica (2006-2007)                       | Posizione raggiunta |
| -------------------------------------------- | ------------------- |
| Canadian Country Singles Chart               | 1                   |
| Canadian Singles Chart                       | 45                  |
| U.S. Billboard Hot 100                       | 6                   |
| U.S. Billboard Pop 100                       | 11                  |
| U.S. Billboard Hot Adult Contemporary Tracks | 1                   |
| U.S. Billboard Hot Country Songs             | 1                   |
| Official Singles Chart                       | 103                 |

## Versione dei Cascada
Nel 2007, il gruppo eurodance tedesco Cascada registrò una reinterpretazione della canzone e venne estratta come primo singolo del loro secondo album Perfect Day. Il singolo, in generale, riuscì ad ottenere un grande successo in molti paesi guadagnandosi anche un disco d'oro negli Stati Uniti.

### Tracce
1. Yanou's Candlelight Mix (Ballad)
2. Radio Edit 3:41
3. Topmodelz Radio Remix
4. Spencer & Hill Radio Remix
5. Original Extended
6. Extended Club Mix
7. Spencer & Hill Club Remix
8. "Last Christmas"  (G. Michael)

## Classifiche
| Classifica (2007/2008)           | Posizione |
| -------------------------------- | --------- |
| Austrian Singles Chart           | 3         |
| Canadian Hot 100                 | 54        |
| Czech Airplay Chart              | 25        |
| Dutch Single Top 100             | 35        |
| Dutch Top 40                     | 23        |
| Irish Singles Chart              | 6         |
| Finland Singles Top 20           | 18        |
| France Singles Chart             | 2         |
| German DJ Playlist Chart         | 6         |
| Hungary Dance Top 40             | 40        |
| Slovakia Singles Chart           | 85        |
| Swedish Singles Chart            | 5         |
| UK Singles Chart                 | 10        |
| U.S. Billboard Hot 100           | 52        |
| U.S. Billboard European Hot 100  | 8         |
| U.S. Billboard Pop 100           | 29        |
| U.S. Billboard Hot Dance Airplay | 1         |
| U.S. Billboard Top 40 Mainstream | 28        |
| U.S. Global Dance Tracks         | 4         |

## Altre versioni
Un'altra nota cover della canzone è da parte della girlband inglese Bellefire, pubblicata nel loro secondo album Spin the Wheel del 2004. Da ricordare anche la versione di Danny Gokey, una star di American Idol. Anche il gruppo a cappella americano Overboard ne realizzò una cover.